# شيء لا يغتفر
«شيء لا يغتفر» (بالإنجليزية: Something Unforgivable)‏ هي الحلقة العاشرة والأخيرة من الموسم الخامس من الموسم الخامس من مسلسل إيه إم سي التلفزيوني الدرامي من الأفضل الاتصال بسول، المسلسل يُعتبر بادئة من مسلسل اختلال ضال. تم بث الحلقة في 20 أبريل 2020 على قناة إيه إم سي بالولايات المتحدة. خارج الولايات المتحدة، تم عرض الحلقة لأول مرة على خدمة البث نتفليكس في عدة بلدان.

## الاستقبال
حظيت حلقة «شيء لا يغتفر» بإشادة عالمية من قبل النقاد. في روتن توميتوز، حصلت على تصنيف جديد 100% معتمد تمامًا بمتوسط 8.86 من 10 درجات بناءً على 15 تقييمًا.

### التقييمات
شاهد حلقة «شيء لا يغتفر» ما يقرب من 1.59 مليون مشاهد في أول بث لها. كانت ثاني أكثر حلقة مشاهدة في الموسم، بعد الحلقة الأول للموسم الذي شاهدها 1.60 مليون مشاهد.

## وصلات خارجية
- «شيء لا يغتفر» على إيه إم سي (بالإنجليزية)
- «شيء لا يغتفر» على قاعدة بيانات الأفلام على الإنترنت (بالإنجليزية)